# عبد الله العباس
عبد الله العباس مواليد 30 يناير 1992، هو لاعب كرة يد سعودي يلعب كجناح أيسر. مثل نادي الهدى ومنتخب السعودية لكرة اليد.

## سجل المنافسة
شارك في البطولات التالية:
- بطولة العالم لكرة اليد للرجال 2015
- بطولة العالم لكرة اليد للرجال 2017